# NEOちゃっきり娘
NEOちゃっきり娘（ネオちゃっきりむすめ）は、日本の女性アイドルグループである。
アイドルグループ・チェキッ娘のグループ内ユニットとして1999年に結成。同年11月3日のチェキッ娘の「旅立ちLIVE」をもって活動を終了した。このグループ名の名づけ親はダウンタウンの松本人志。

## メンバー
- 上田愛美 - チェキッ娘末期にソロシングル「いつか」（1999年9月1日）を発表。
- 久志麻理奈
- 佐々木絵美子

## 音楽
- ピンクのチェリー（作詞・作曲：高橋研／編曲：亀田誠治）

チェキッ娘の2ndシングル「はじまり」のカップリング曲
- アニマルサマーの夏が来る！（作詞：高橋研／作曲：中原めいこ／編曲：亀田誠治）

チェキッ娘の3rdシングル「最初のキモチ」のカップリング曲
2曲ともチェキッ娘のアルバム「CXCO」及び「Best Memories」に収録